# Lombard Steam Log Hauler

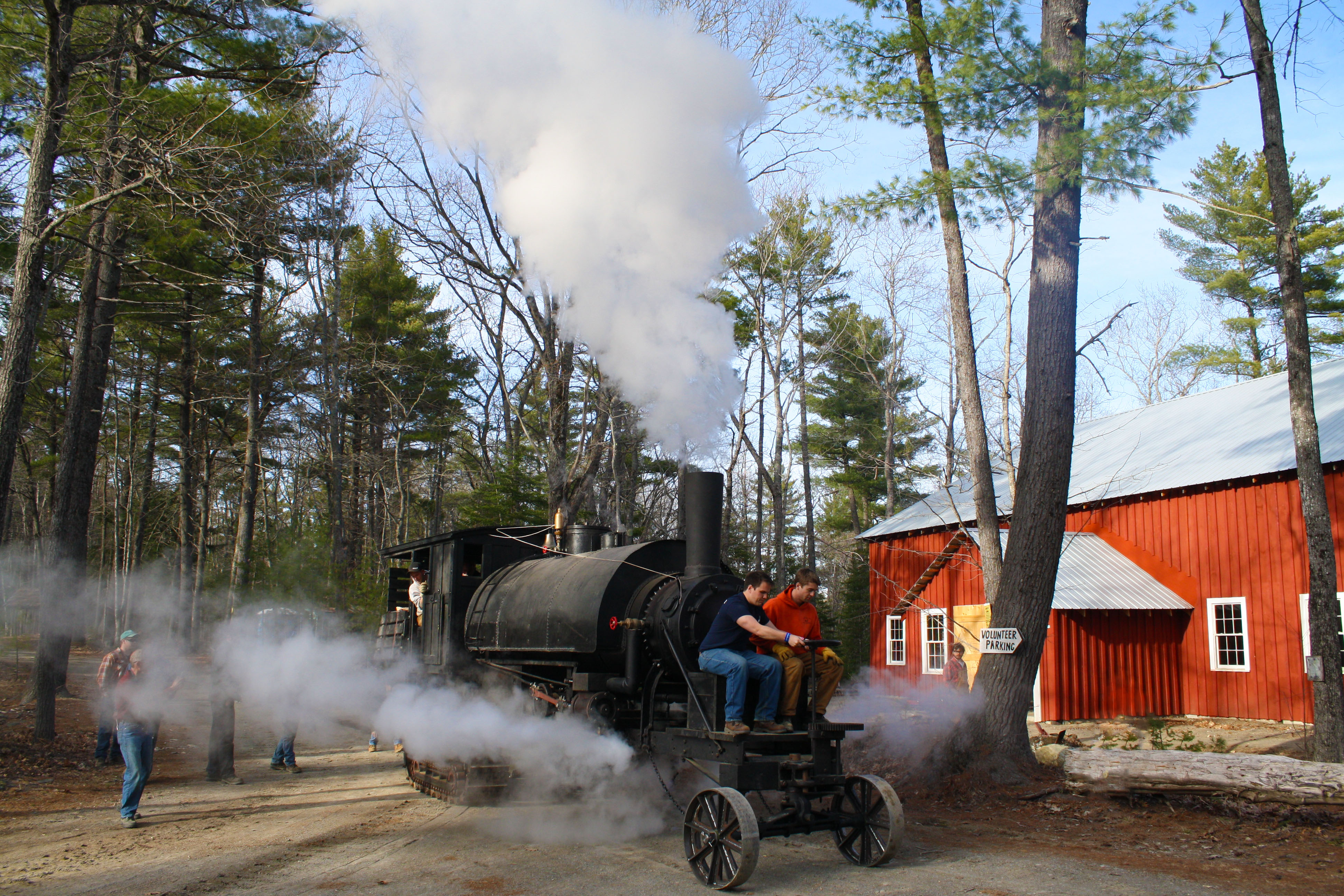
Lombard Log Hauler # 38, construit ca. 1910.

Le Lombard Steam Log Hauler est un grumier semi-chenillé à vapeur (en anglais steam signifie « vapeur » et log hauler « grumier ») qui a été utilisé pour le débardage du bois en hiver dans les forêts du Maine, aux États-Unis. Breveté le 21 mai 1901, c'est la première application commerciale réussie d'un  véhicule routier propulsé par des chenilles,,. Par la suite, le concept de chenilles a été utilisé pour les tracteurs agricoles, les équipements de construction et, pendant la Première Guerre mondiale, les chars d'assaut.

## Description

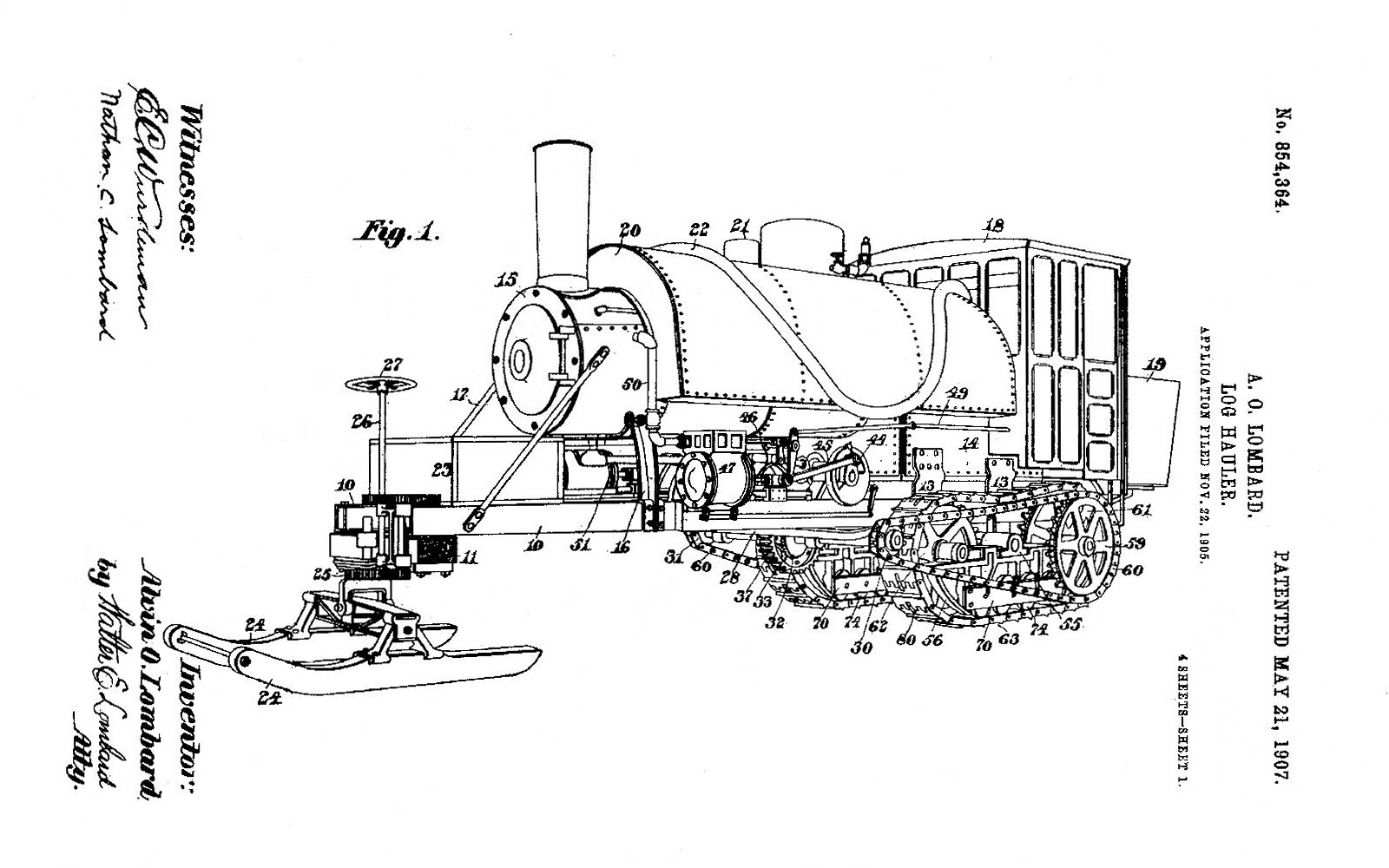
Brevet lombard US854364.

Le grumier Lombard (transporteur de grumes) ressemble à une locomotive à vapeur (de 10 à 30 tonnes) munie de chenilles à l'arrière et d'une plate-forme sur deux skis devant la chaudière, où un timonier actionne le volant. Alors que le sol est recouvert de neige et de glace, un grumier Lombard pouvait tirer une chaîne de douze traîneaux chargés de grumes à une vitesse maximale d'environ 7 km/h.

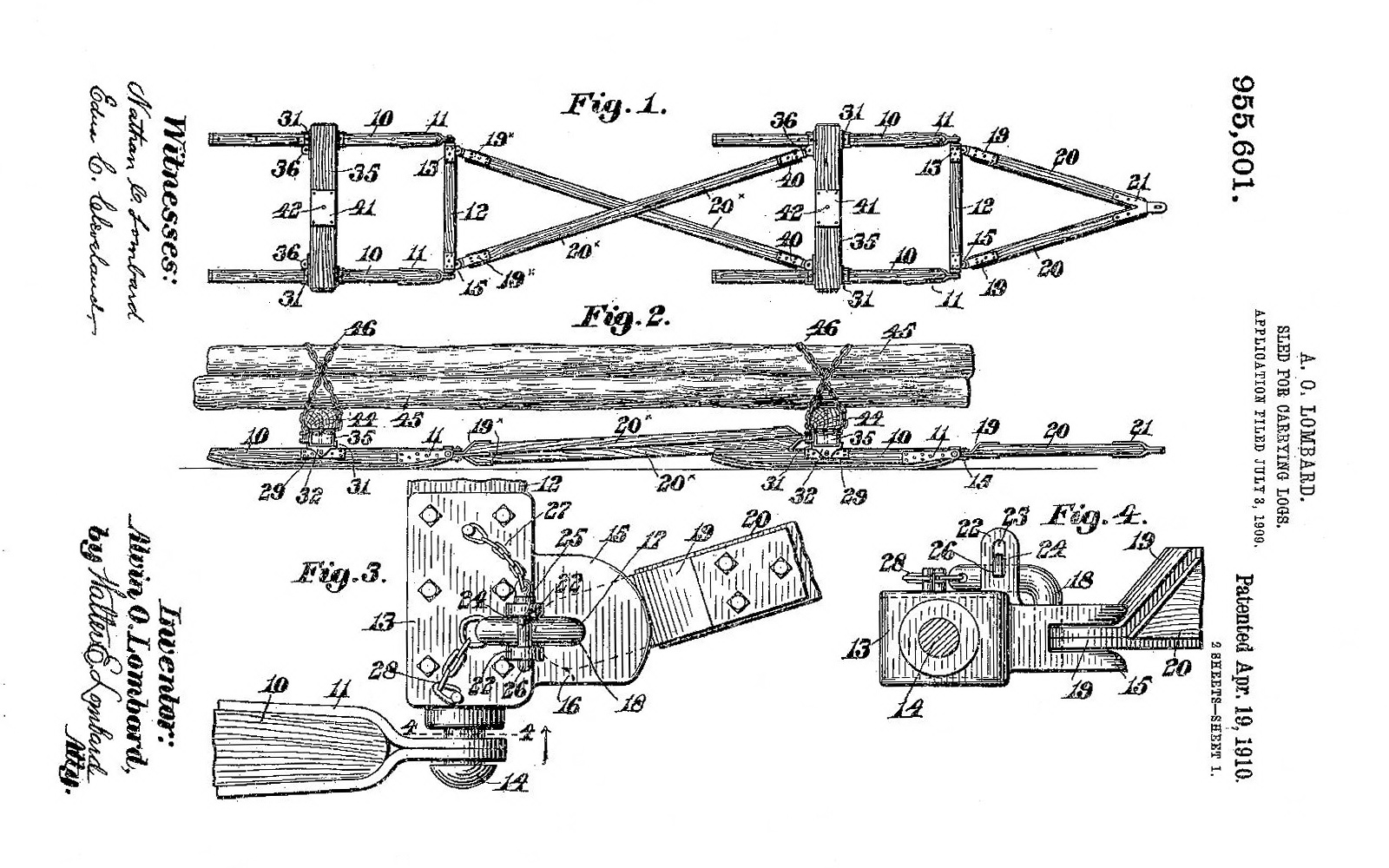
Plan du traîneau.

Les traineaux sont de type « bobsleigh » : le plateau de charge est fixé par cheville ouvrière sur deux essieux pivotants dont les quatre patins sont asservis par des poutres croisées (en X) ce qui permet au train de suivre le même parcours dans les courbes.

## Utilisation
Chaque train de débardage nécessite un équipage de quatre hommes. Un mécanicien et un chauffeur occupent la cabine derrière la chaudière et un timonier est assis sur la plate-forme avant. Un conducteur monte sur les grumes d'un traîneau et peut envoyer des signaux à l'équipage dans la cabine en actionnant une cloche reliée par une corde.
Les premiers grumiers Lombard tiraient cinq traîneaux; les modèles ultérieurs étaient conçus pour tirer de huit à douze traîneaux. Chaque train transportait de 220 à 510 tonnes de grumes. La longueur record du train serait de 24 traîneaux d'une longueur totale de 1 650 pieds (500 m).
La plus grande difficulté opérationnelle était dans les descentes où la glace permettait aux traîneaux de déraper en portefeuille. De nombreux grumiers Lombard ont été poussés dans les arbres et la plupart des photos montrent des cabines reconstruites et de la ferronnerie pliée sur la chaudière et le réservoir d'eau. On répandait du foin dans les descentes pour augmenter la friction sous les traîneaux, mais des cerfs affamés consommaient parfois le foin avant l'arrivée du train.
Le travail de timonier était particulièrement dangereux. Exposé aux intempéries à des températures sous le point de congélation, il est assis tout à l'avant du train. Des étincelles jaillissant de la cheminée de la chaudière mettent parfois le feu à ses vêtements alors qu'il s'efforce de suivre le chemin en actionnant un lourd volant en fer. En cas de sortie de route, le timonier devait sauter et pouvait se compter chanceux s'il évitait d'être écrasé par le train de grumes.
Un important exploitant forestier, la Berlin Mills Company, a d'abord acheté un grumier Lombard en 1904, puis deux autres pour assurer un fonctionnement continu lorsqu'un de ceux-ci nécessitait des réparations ; elle estimait que ces trois grumiers remplaçaient 60 chevaux.

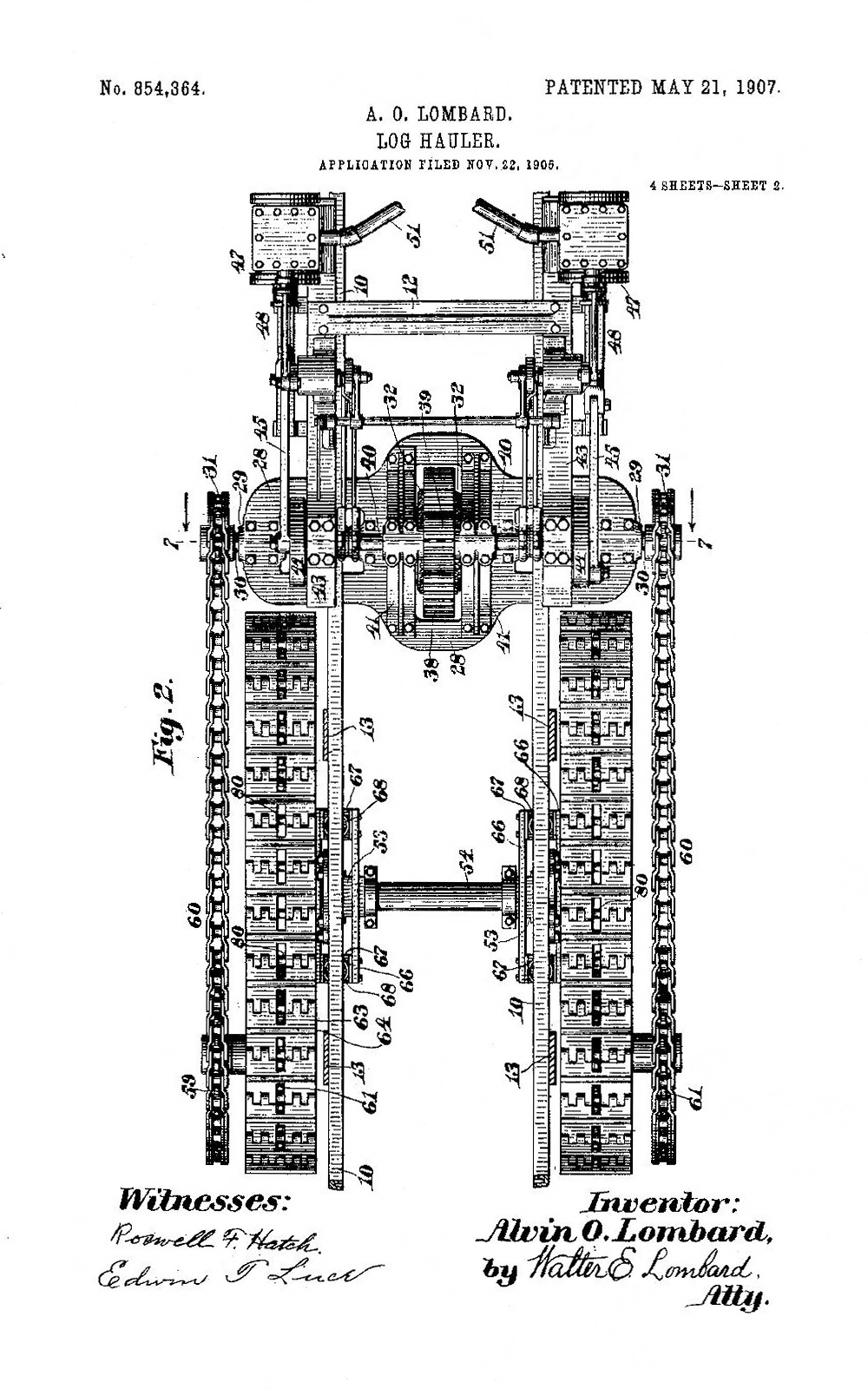
Rouage d'entraînement.
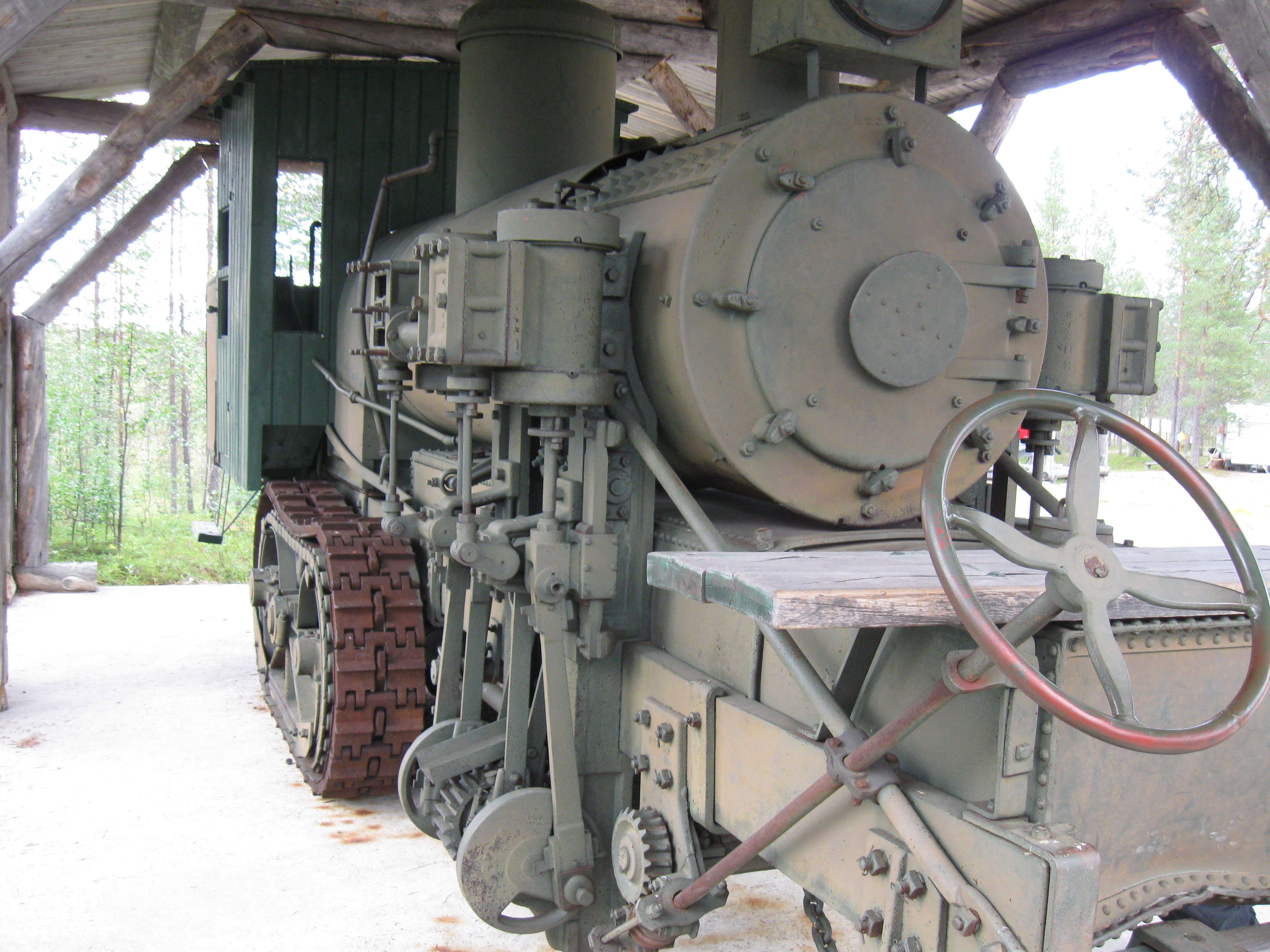
Phoenix 1913 exposé en Finlande.
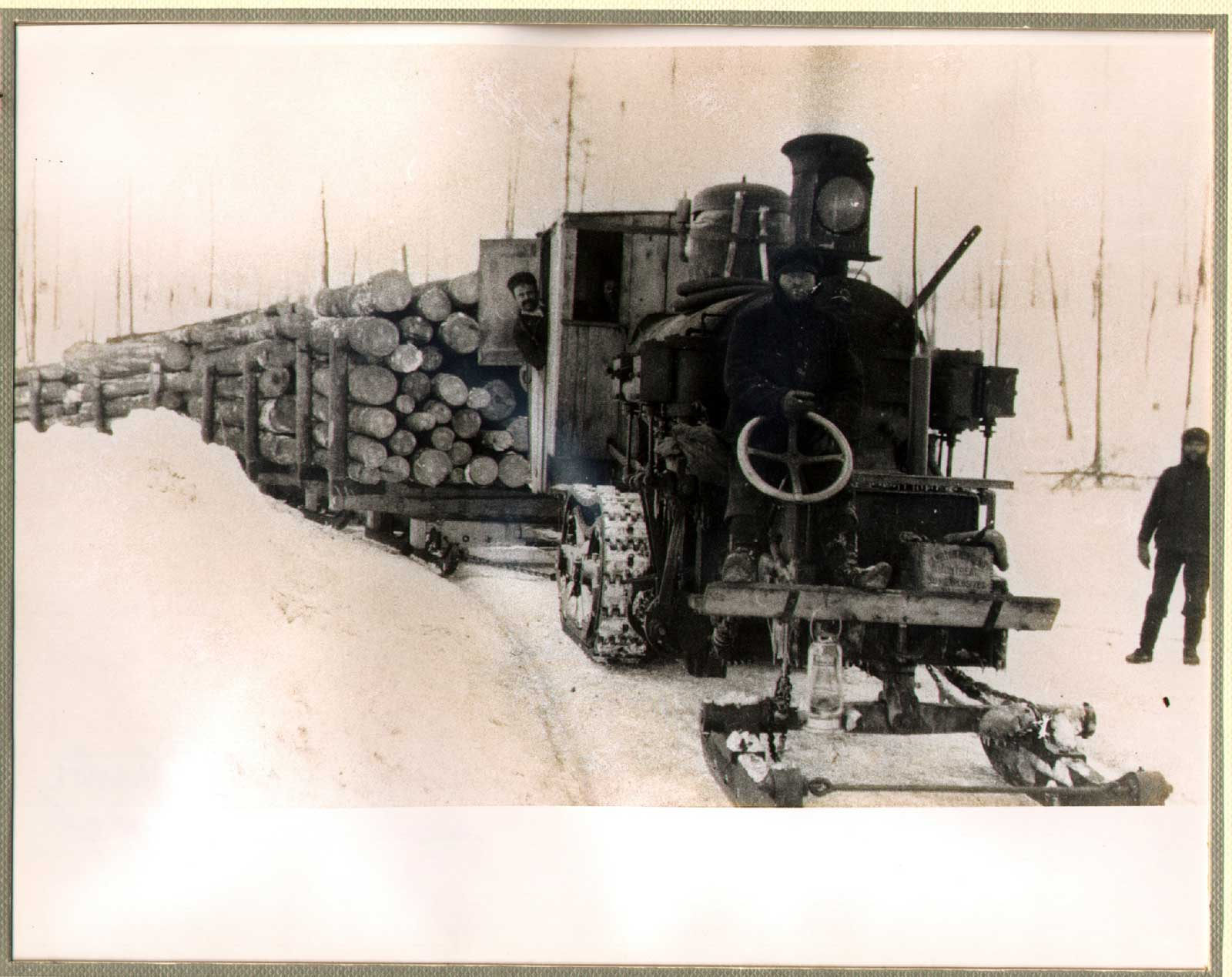
Phoenix 1915.
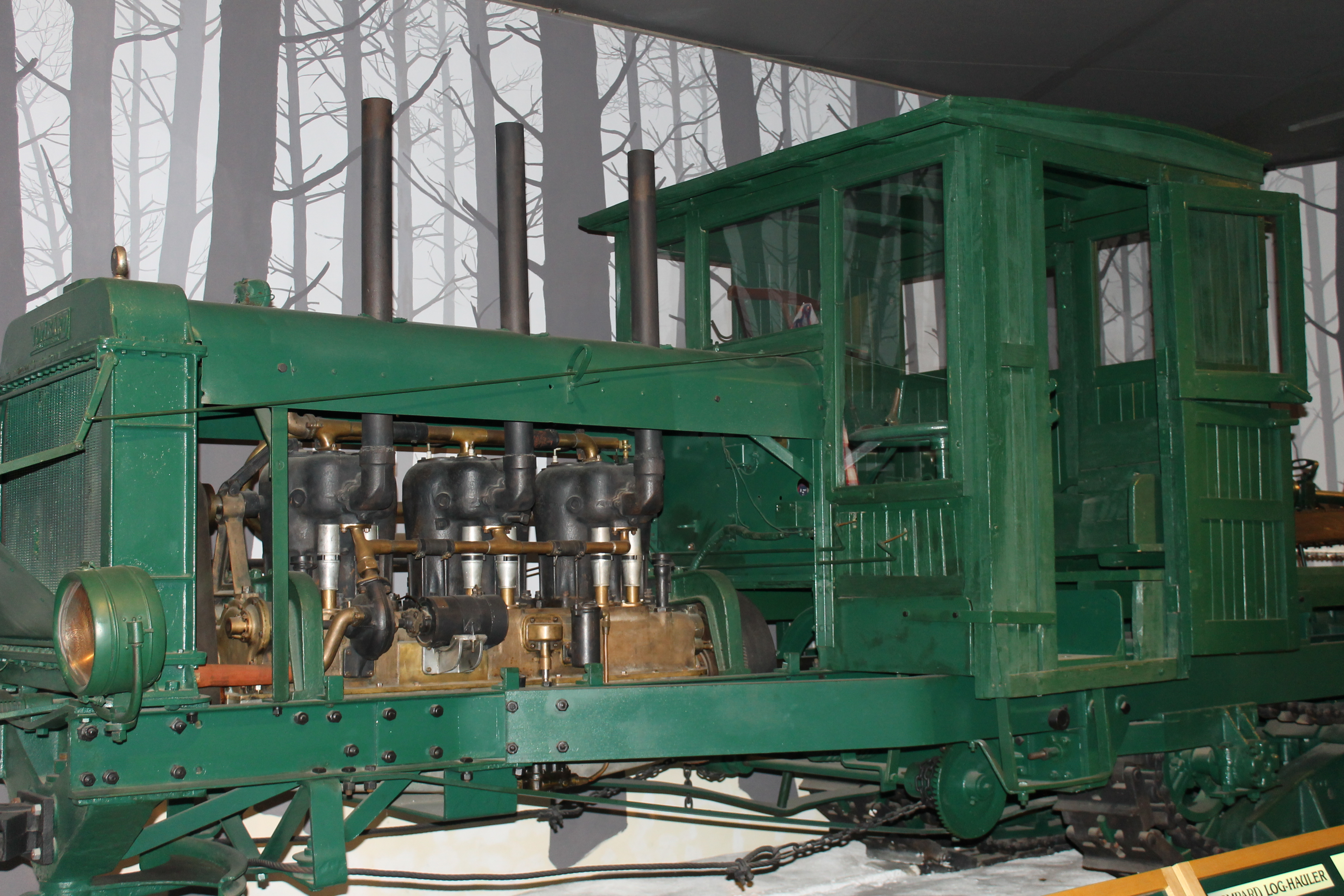
Moteur à essence.

## Histoire

### Compagnie Lombard
Alvin Orlando Lombard (1856-1937), ingénieur autodidacte et inventeur américain, dessinait et construisait du matériel d'exploitation forestière à Waterville, dans le Maine. Entre 1900 et 1917, il a construit 83 grumiers à vapeur avec son frère Samuel Lombard.
À l'été 1899, le premier prototype de transporteur de grume à vapeur est commandité par E. J. Lawrence, président de la compagnie forestière Lawrence, Newhall & Page qui exploite la région le long de la rivière Kennebec. Lombard invente des chenilles à patins reliés entre eux par un joint de style charnière et, à l'automne 1900, il présente le prototype nommé Mary Anne. Le moteur à vapeur est un 2-cylindres jumelés, à double action (6½" de cylindrée x 8" de course) qui développe 50 HP à 400 tours par minute; il est situé longitudinalement sous le châssis et entraîne par chaînes un arbre munie de grandes roues dentées qui s'engrènent dans les crémaillères moulées à l'intérieur des chenilles. Le système fonctionne bien sur le dur mais la neige molle ou la boue s'accumulent et font dérailler les chenilles. Les trains de chenille sont reliés au châssis principal par un arbre qui leur permet de pivoter un peu pour suivre le relief du terrain.
Lawrence est quand même impressionné par l'efficacité du prototype et commande deux autres grumiers. Cette fois, Lombard utilise des barbotins dont les dents s'engagent dans les ouvertures prévues dans les patins (lag plates) qui sont reliés entre eux par un joint de style penture (chenille de type articulé par rapport à la chenille «Holt» de 1904 dont les patins indépendants sont boulonnés à une chaîne centrale). Et comme l'absence de pont différentiel ne facilite pas la conduite, le moteur à vapeur central est remplacé par deux moteurs 2-cylindres montés verticalement de chaque côté à l'avant de la chaudière ; cela double la puissance et permet d'entraîner chaque train de chenille séparément. Un cheval est encore utilisé pour la direction.
Par la suite tous les grumiers à vapeur de 20 tonnes seront standardisés avec un volant, deux moteurs simple-cylindre à double action, montés horizontalement de chaque côté de la chaudière et raccordés à un vilebrequin unique mais qui transmet la puissance à un pont muni d'un différentiel. Contrairement au dessin du brevet, les chaînes d'entrainement seront situées du côté intérieur des chenilles.
La plupart des grumiers Lombard ont été utilisés dans le Maine et le New Hampshire ; quelques-uns ont été utilisés au Michigan, au Wisconsin et en Russie. En 1918, l'avènement de la machinerie sur chenilles qui permet d'ouvrir des chemins forestiers utilisables à longueur d'année, met fin à la production des grumiers à vapeur utilisés seulement l'hiver. Les grumiers à vapeur ont été utilisés jusqu'en 1929. À partir de 1918, Lombard s'est diversifié en produisant uniquement des camions semi-chenillés avec moteur à combustion.

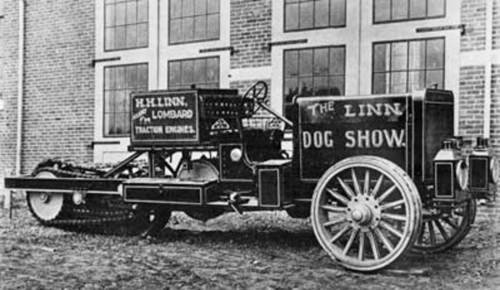
«Démonstrateur» construit pour Linn. Noter la chaîne d'entraînement extérieure.

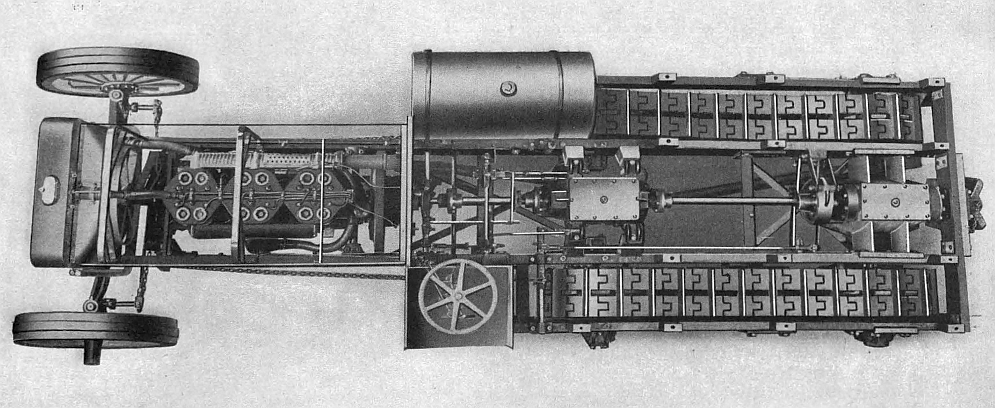
Lombard 100 HP Auto Tractor Truck Chassis

Dès 1909, Lombard construit des grumiers à moteur à combustion interne (appelés tracteurs Lombard) qui ressemblent à un camion semi-chenillé; leur capacité de remorquage de cinq traineaux est inférieure à celle des modèles à vapeur qui est de douze traineaux. En 1914, Lombard construit des modèles à moteur six cylindres à essence dont un plus puissant nommé «Big 6». La production totale de camions semi-chenillés est d'environ 260 sans compter ceux qui sont fabriqués sous licence.
Les grumiers à vapeur ont été fabriqués sous licence dès 1904 par la Phoenix Manufacturing Company à Eau Clair (Wisconsin), à partir de janvier 1908 par la Jenckes Machine Company Limited de Sherbrooke (Québec) et en 1918 par James Barron Corp. à Elizabeth (New-Jersey) qui en a exporté à travers le monde.
Le 20 décembre 1928, Linn Mfg. (déjà incorporé à la Republic Truck Corp.) achète la compagnie Lombard. En 1934, un camion semi-chenillé est construit avec un énorme moteur Diesel Fairbanks-Morse. Les camions chenillés sont produits jusque vers 1936, supplantés par les camions sur pneumatiques.

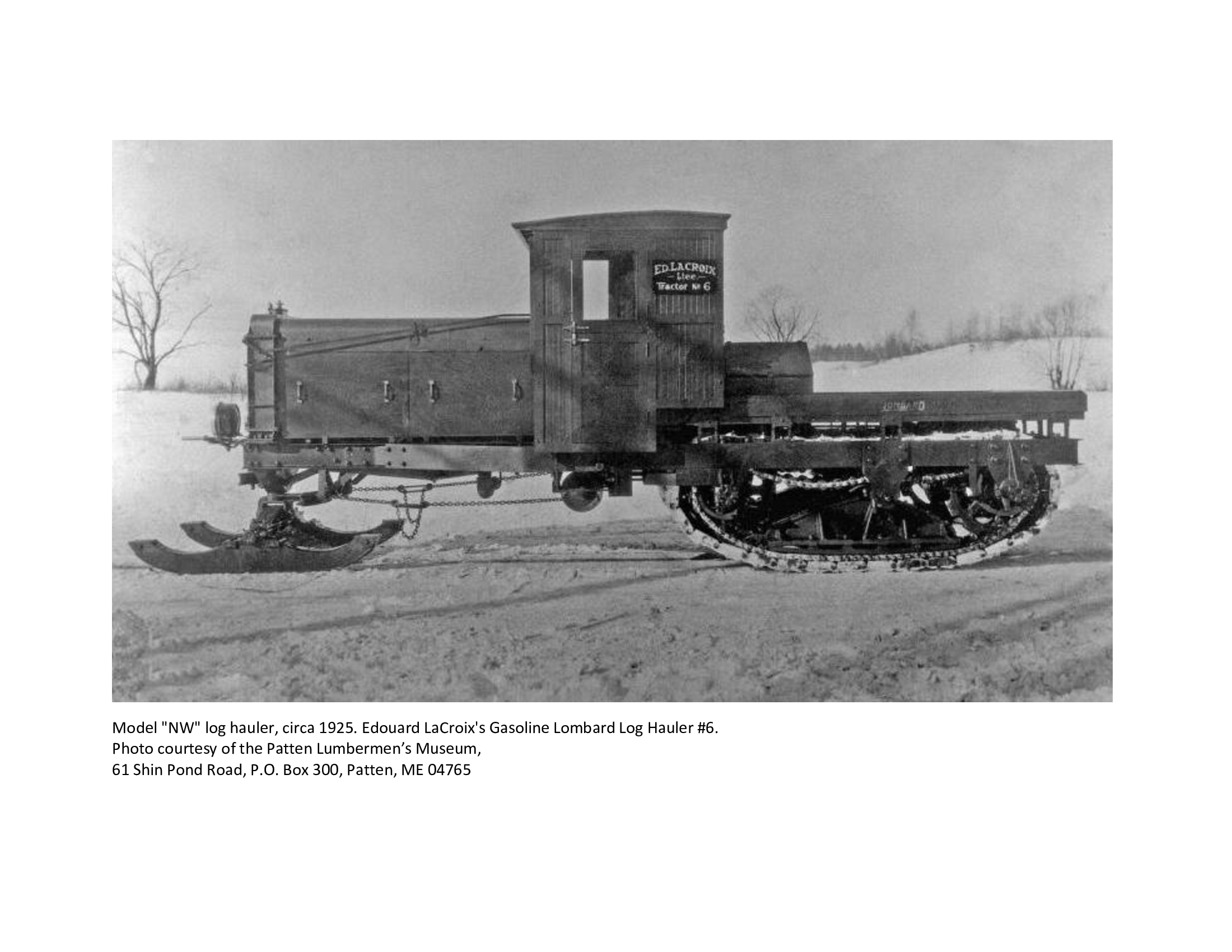
Ed. Lacroix, Lombard No 6.

Au moins dix tracteurs Lombard ont été conservés à Churchill Depot aussi récemment que dans les années 1960. Churchill Depot est un village forestier construit dans le nord du Maine par un entrepreneur québécois pour approvisionner les milliers d'employés de son exploitation forestière qui a fonctionné de 1925 à 1933; à l'apogée de l'exploitation, la Edouard "King" Lacroix's Madawaska Company possédait 26 semi-chenillés Lombard et un atelier équipé pour entretenir ou réparer 12 machines à la fois.

### Concurrent: Holman H. Linn

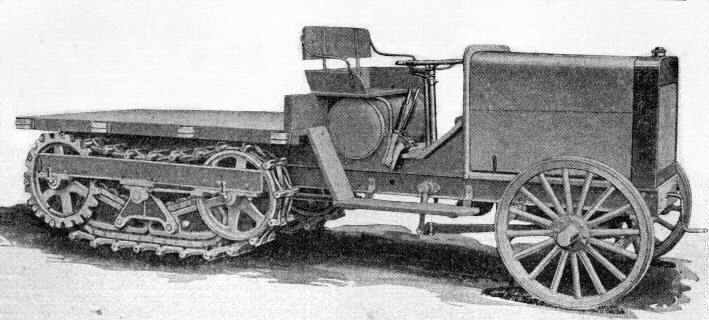
Tracteur Linn, 1916.

En 1906, Holman Harry Linn, qui possède un cirque canin ambulant, fait construire un chariot à vapeur dans l'atelier de John Gould à Old Town, Maine.  En 1909, Lombard fabrique un «motor home» pour Linn, qui devient agent de vente pour Lombard. Linn visite les chantiers forestiers avec un grumier Lombard pour en démontrer les performances. Lombard adopte plusieurs améliorations suggérées par Linn sans lui en attribuer la conception.

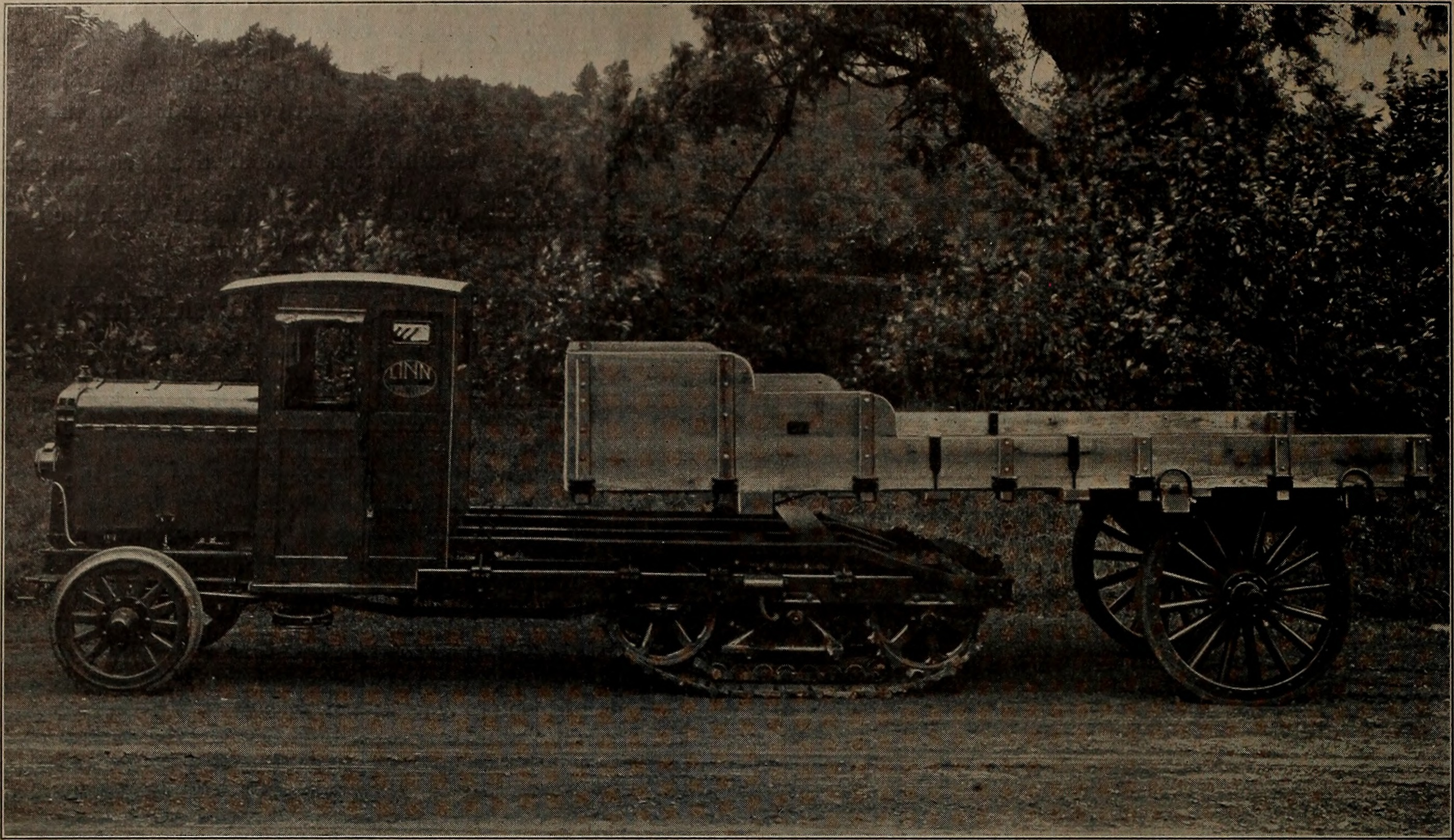
Linn semi-remorque (avec roues pour l'été).

En 1915, Linn quitte Lombard et fait breveter une chenille flexible dont la partie centrale (au sol) est supportée par un châssis triangulaire pivotant retenu par un ressort. Linn construit une usine à Morris, New-York. De 1915 à 1952, environ 2 500 chenillés avec moteur à combustion (tracteurs Linn (en)) seront produits. Les grumiers sont pratiquement des copies de Lombard sauf pour la chenille, mais Linn diversifie sa production avec des camions de toutes sortes incluant des chasse-neiges très populaires dans toutes les villes de l'Est américain; dès 1918, il applique le principe du semi-remorque à ses porte-grumes. Au Canada, Mussen's Limited, Montréal, est un important concessionnaire des tracteurs Linn. Les différents propriétaires sont: Linn Manufacturing Corp., 1917-1927; Linn Manufacturing Corp div. of Republic Truck Corp., 1927-1929; Linn Manufacturing Corp. div. of LaFrance-Republic Corp., 1929-1932; Linn Manufacturing Corp. div. of American-LaFrance, 1932- 1949; Morris, New York; 1939 ; Buffalo, New York.

## Héritage
En Antarctique, le mont Lombard (en) a été nommé en reconnaissance du Lombard Log Hauler comme le premier véhicule pouvant circuler sur la neige. En 1982, l'American Society of Mechanical Engineers a désigné le Lombard Steam Log Hauler comme réalisation historique du génie mécanique.
Des grumiers Lombard restaurés sont conservés aux endroits suivants :
- Ashland, Maine
- Musée de la forêt et de l'exploitation forestière du Maine à Bradley, Maine
- Musée des transports d'Owls Head à Owls Head, Maine
- Musée du bûcheron à Patten, Maine
- Poste de traite de Clark à Lincoln, New Hampshire
- Rhinelander, Wisconsin
- Musée du développement de l'Ouest de la Saskatchewan à Saskatoon
- Waterville, Maine
- Tulppio, Savukoski, Finlande
- Musée forestier de Rovaniemi, Finlande